# Гюнтер Мадер
Гюнтер Мадер  (нім. Günther Mader, 24 червня 1964) — австрійський гірськолижник, олімпійський медаліст.

## Виступи на Олімпіадах
| Олімпіада        | Дисципліна              | Місце  |
| ---------------- | ----------------------- | ------ |
| Калгарі 1988     | швидкісний спуск        | 19     |
| Калгарі 1988     | супергігантський слалом | 5T     |
| Калгарі 1988     | гігантський слалом      | 11     |
| Калгарі 1988     | слалом                  | участь |
| Калгарі 1988     | гірськолижна комбінація | участь |
| Альбервіль 1992  | швидкісний спуск        | 3      |
| Альбервіль 1992  | супергігантський слалом | 7      |
| Альбервіль 1992  | гігантський слалом      | 6      |
| Альбервіль 1992  | гірськолижна комбінація | участь |
| Ліллехаммер 1994 | швидкісний спуск        | 19     |
| Ліллехаммер 1994 | супергігантський слалом | 9      |
| Ліллехаммер 1994 | гігантський слалом      | 11     |
| Ліллехаммер 1994 | слалом                  | участь |
| Ліллехаммер 1994 | гірськолижна комбінація | 4      |
| Нагано 1998      | гірськолижна комбінація | 4      |